# Estratoles
Estratoles (en llatí Stratolas, en grec antic Στρατόλας) era un polític de l'Èlide, un dels dirigents del partit oligàrquic.
L'any 364 aC dirigia un cos, probablement una milícia organitzada pels oligarques fora de la seva pròpia classe, que Xenofont anomena els Tres-cents, potser constituïts a imitació del Batalló Sagrat de Tebes. Va morir en combat a Olímpia contra els arcadis que havien envait Èlide i intentaven celebrar els jocs olímpics sota la presidència de Pisa.